# Шьобери
 Тази статия е за града в Швеция.  За режисьора вижте Алф Шьобери.  
Шьобери (на шведски: Sjöberg) е град в лен Стокхолм, община Солентюна, източната част на централна Швеция. Той е предградие (град-сателит) на столицата Стокхолм. Намира се на около 15 km на северозапад от централната част на Стокхолм и на около 5 km на югоизток от Солентюна. Има жп гара. Населението на града е 4310 жители според данни от преброяването през 2010 г.